# Cabras Island
Cabras Island är en ö i Guam (USA).   Den ligger i kommunen Piti, i den västra delen av Guam, 8 km väster om huvudstaden Hagåtña. Ön är cirka 3 km lång och utgör den norra delen av hamnområdet Apra Harbor. På ön ligger den största kommersiella hamnen på Guam, Jose D. Leon Guerrero Commercial Port, även kallad Port of Guam. I öns förlängning finns en 4,5 km lång vågbrytare, Glass Breakwater, uppkallad efter admiral Henry Glass som 1898 intog Guam för USA:s räkning i det spansk-amerikanska kriget. Längs vågbrytaren ligger stränderna Family Beach och Outhouse Beach.